# Jacques Doucet
Jacques Doucet, född 1853, död 1929, var en fransk modeskapare.
Han öppnade sitt modehus 1871. Hans design var särskild känd för klänningar i genomskinliga material.